# عارية الأغصان البورمية
عارية الأغصان البورمية أو شجرة ديكَنْغ (الاسم العلمي: Gymnocladus burmanicus)، هي شجرة من فُصيلة البقماوات وفصيلة البقولية، موطنها الهند